# San Manuel Tenerife
San Manuel Tenerife es una localidad del municipio de Huimanguillo ubicado en la subregión de la Chontalpa del estado mexicano de Tabasco.

## Geografía
La localidad de San Manuel Tenerife se sitúa en las coordenadas geográficas 17°40′07″N 93°22′51″O / 17.668611, -93.380833, a una elevación de 31 metros sobre el nivel del mar.

## Demografía
Según el Conteo de Población y Vivienda 2020, efectuado por el Instituto Nacional de Estadística y Geografía, la localidad de San Manuel Tenerife tiene 553 habitantes, de los cuales 264 son del sexo masculino y 289 del sexo femenino. Su tasa de fecundidad es de 2.56 hijos por mujer y tiene 157 viviendas particulares habitadas.
| Gráfica de evolución demográfica de San Manuel Tenerife entre 1995 y 2020 |
|                                                                           |
| INEGI.                                                                    |